# Komora spalania
Komora spalania – element silnika cieplnego wykorzystującego wewnętrzne spalanie paliwa jako sposób dostarczania górnego (dodatniego) ciepła obiegu termodynamicznego (silnik o spalaniu wewnętrznym). Spalanie paliwa następuje w sprężonym powietrzu lub w kontakcie z utleniaczem i może być realizowane w sposób ciągły (silniki turbinowe, rakietowe) lub cyklicznie (silniki tłokowe).
W silniku turbinowym wszystkie procesy energetyczne (sprężanie, spalanie, rozprężanie) realizowane są w sposób ciągły. Ciągły proces spalania jest przyczyną dużego obciążenia cieplnego komory spalania. Konstrukcyjnie jest to element stalowy, zwykle ze stali stopowej żaroodpornej. Temperatura materiału komory spalania nie jest tak wysoka, jak czynnika ją opuszczającego. Dzieje się tak dlatego, że ścianki komory spalania opływane są stosunkowo chłodnym powietrzem, w wyniku czego następuje chłodzenie ścianek. Ponieważ spalanie w komorach turbin gazowych przebiega przy stosunkowo wysokim współczynniku nadmiaru powietrza, więc powietrza chłodzącego jest pod dostatkiem, co pozwala na utrzymanie odpowiedniej temperatury ścianek komory
W silniku tłokowym komora spalania jest przestrzenią zamkniętą ściankami cylindra, głowicy i tłoka. W przypadku silnika wysokoprężnego może ona mieć znacznie bardziej złożony kształt (zob. komora spalania silnika wysokoprężnego). Obciążenie cieplne komór spalania silników tłokowych jest znacznie mniejsze z uwagi na krótkotrwałe występowanie spalania, po którym następuje obniżanie temperatury czynnika w wyniku jego rozprężania a następnie doprowadzenie zimnego powietrza (wszystko wewnątrz tej samej komory spalania).
W silniku rakietowym – część silnika rakietowego lub odrzutowego w której spalany jest materiał pędny